# Angrboda

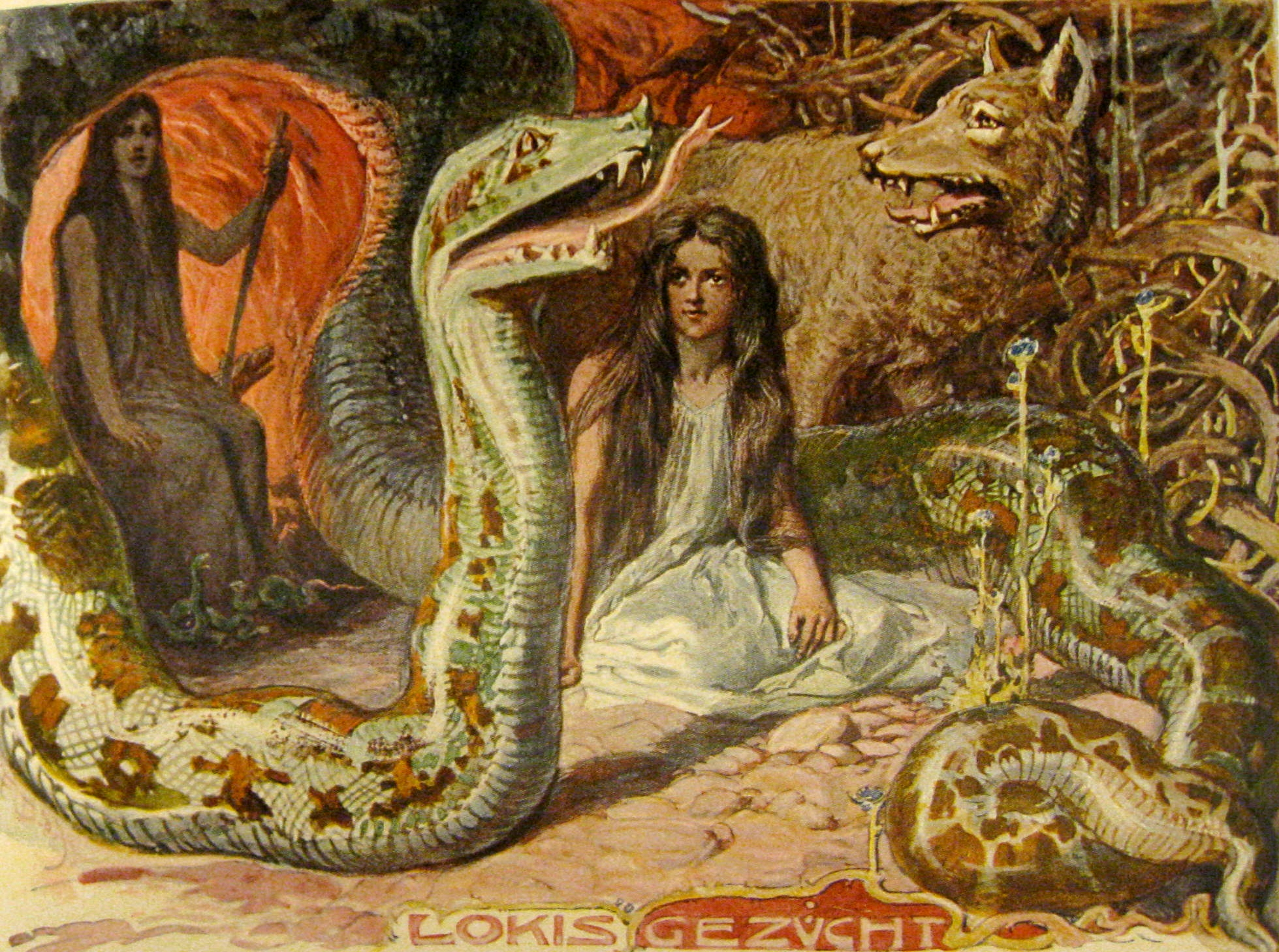
Les enfants de Loki et Angrboda : Jörmungand, Hel et Fenrir.

Angrboda ou Angrboða (« celle qui apporte le chagrin ») est une géante de glace, de la mythologie nordique. Elle est décrite comme ayant les cheveux de la couleur du sang séché. Selon la Völuspá hin skamma, c'est avec Angrboda que Loki engendra le loup Fenrir. L’Edda de Snorri Sturluson ajoute qu'il s'agit d'une géante de Jötunheim et qu'elle est aussi la mère de Jörmungandr, le serpent de Midgard, et de Hel, qui règne sur le monde des morts. Son nom n'apparaît que dans ces deux sources, et il s'agit sans doute d'une invention du XIIe siècle.
Angrboda est peut-être identique à « la vieille » (« in aldna ») vivant à Járnviðr qui élève la descendance de Fenrir : Hati qui poursuit le char de la Lune dirigé par le dieu Máni et Sköll qui lui poursuit le char du Soleil dirigé par la déesse Sόl.